# Baptisté na Slovensku
Bratská jednota baptistov je evangelikální církev, která se na Slovensko dostala působením německých, později amerických misionářů z USA koncem 19. století. První slovenský sbor (církev) vznikl ve Vavrišově a baptisté se brzy rozšířili po celém Slovensku. Do roku 1994 tvořili spolu s českými baptisty jednu denominaci.
Slovem BRATSKÁ ve svém názvu se hlásí k odkazu staré Jednoty bratrské. Pojem JEDNOTA v názvu „Bratská jednota baptistov“ je vyjádření kongregacionalismu, který baptisté zastávají - celoslovenskou organizaci považují jen za svaz (jednotu) sborů a ne za církev jako takovou (každý jednotlivý sbor považují za církev). Jsou součástí světového baptistického hnutí. Mají 23 sborů. V roku 2001 se při celoslovenském sčítání obyvatel k BJB přihlásilo 3562 lidí.
V parlamentních volbách v roce 2020 se do slovenského parlamentu dostali tři členové baptistických sborů, Marek Krajčí, současný slovenský ministr zdravotnictví (člen baptistického sboru Viera v Bratislavě), Ján Szőllős a Peter Kremský.